# Justinian Isham (7e baronnet)
Justinian Isham IV (8 juillet 1740 - 1er avril 1818) est le 7e baronnet de Lamport et sert en 1776 en tant que haut shérif de Northamptonshire.

## Biographie

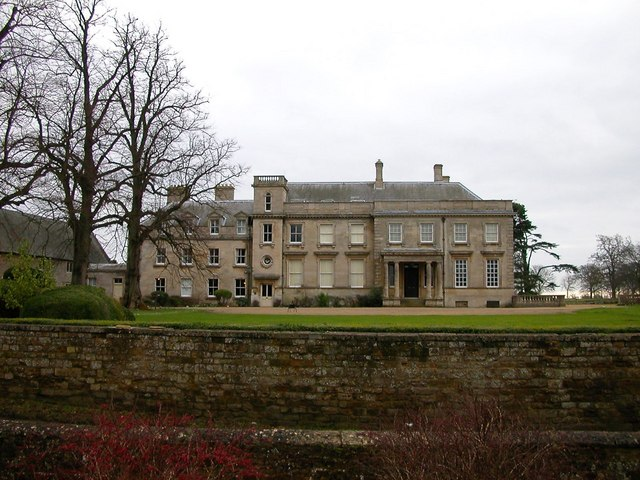
Lamport Hall, Isham, Norfolk.

Justinian Isham IV est probablement né à Oxford d'Euseby Isham, vice-chancelier de l'Université d'Oxford et de son épouse Elizabeth (Mary) Panting. En 1772, il succède à son oncle, Edmund Isham (6e baronnet) comme baronnet de Lamport. Il a ensuite servi en 1776 en tant que haut shérif de Northamptonshire. Le 18 février 1793, il est nommé sous-lieutenant du Northamptonshire et décède à l'âge de 77 ans. Une peinture de lui par un artiste inconnu est exposée à Lamport Hall.
Il épouse le 9 septembre 1766 Susannah Barrett (1744-1823), fille de Henry Barrett. Ils ont plusieurs enfants dont:   
- Susannah Isham (1767-1849) qui épouse George Purcas Brietzcke (c.1778-1817) du secrétaire d'État aux Territoires du Nord et du Sud. Il est le fils de Charles Brietzcke (décédé en 1795), connu pour son journal.
- Justinian Isham (1773-1845) devient le 8e baronnet de Lamport.
- Vere Isham (1774-1845) devient recteur de Lamport (Northamptonshire).
- Henry Charles Isham (1777-1833) devient recteur de Shangton (Leicestershire). Le titre de baronnet passe à ses descendants en 1976, lorsque le 12e baronnet, Gyles Isham, est décédé sans héritier.